# Enrique de Villena

Emblema de la Orden de Calatrava

Enrique de Villena o Enrique de Aragón y Castilla, llamado el Astrólogo o el Nigromante (Torralba de Cuenca, c. 1384-Madrid, 1434), fue un noble castellano de sangre real, heredero del marquesado de Villena, I señor de la villa de Iniesta, II señor de Cifuentes en su linaje, I conde de Cangas y Tineo, condestable de Castilla y caballero y maestre de la Orden de Calatrava, el último descendiente legítimo de la Casa de Barcelona. Escribió en español y valenciano y tradujo numerosas obras sobre las diversas disciplinas que cultivó, como medicina, teología, astronomía y literatura, de las que sin embargo mucho se perdió.

## Biografía
Nació en 1384 en la villa de Torralba de Cuenca, hijo de Pedro de Aragón, condestable de Castilla y II marqués de Villena, y de Juana de Castilla, su mujer, hija ilegítima del rey Enrique II y de Elvira Íñiguez. Por línea paterna era nieto de Alfonso de Aragón, el primer condestable y marqués, que fue también conde de Ribagorza y de Denia y duque de Gandía; biznieto del infante Pedro de Aragón, conde de Ribagorza y de Ampurias, y de Juana de Foix, y tataranieto del rey Jaime II de Aragón y de la reina Blanca de Anjou. Quedó huérfano a temprana edad cuando su padre murió en la batalla de Aljubarrota en 1385. 
Aunque era el inmediato sucesor del marquesado de Villena, no llegó a poseer este título y estado pues fue incorporado a la corona de Castilla, reinando Enrique III, como reembolso de un crédito de sesenta mil doblas que sus padres habían recibido de Enrique II.
Quedó a cargo del rey Enrique II, su abuelo, con quien se crio en la corte, y después en la de Enrique III su tío. Recibió una educación esmerada y fue hombre de profundos conocimientos y vasta erudición. 
Su parentesco con los reyes de Castilla y de Aragón pudo influir en el matrimonio con María de Albornoz, señora de numerosas villas. Pero la pareja duró poco, quizá porque el rey Enrique III se interesó más de lo debido en la noble esposa del magnate y buscó la forma legal de romper el matrimonio, haciendo a Enrique Maestre de Calatrava. En cualquier caso, la unión se anuló después de que Enrique de Villena se declarara impotente, renunciando al mismo tiempo el condado de Cangas y Tineo para que no lo heredase la orden. Tanto su matrimonio como la nulidad del mismo fueron consecuencia de la conveniencia, ya que se conocen algunos escarceos con damas de la nobleza, y es reconocida como hija suya Isabel de Villena.
Enrique III, por intereses de la corona en acercar el poder de la orden a la corona, le nombró maestre de la Orden de Calatrava, elección que no agradó a la mayoría de los caballeros de la orden. Debido al carácter político de su nombramiento y a los cambios del momento, al final de 1406 muchos de los freires reunidos en Calatrava eligieron a Luis González de Guzmán, y muerto el monarca protector de Villena, todos le negaron obediencia, anulando su elección el Císter, y eligiendo a su rival, Luis González de Guzmán quien, después de una competencia larga, ocupó su lugar en 1415.
Enrique de Villena estuvo en Zaragoza presente en la coronación de Fernando de Aragón en 1414, retirándose a Valencia hasta 1417, donde iniciaría una vida dedicada al saber y el estudio, actitud que le llevaría a ser acusado de nigromancia. Así, en el claustro del convento de Santo Domingo el Real de Madrid, fueron quemados, por orden del obispo de Cuenca Lope de Barrrientos, los libros y manuscritos de Enrique de Villena, acusado de hechicero. Murió de fiebre en la capital española en diciembre de 1434.

## Matrimonio y descendencia
Casó en 1399 o antes de 1403 con María de Albornoz, VIII señora de Albornoz y del Infantado. El matrimonio no tuvo descendencia, y en 1405 Enrique de Villena solicitó y obtuvo la nulidad, para poder postularse como maestre de la Orden de Calatrava, para lo que se requería ser soltero. Aunque para obtener la nulidad, alega impotencia, tuvo dos hijas ilegítimas:
- Beatriz de Villena,[4] soltera y sin descendencia
- Leonor (Valencia, 1430-1490), más conocida como Isabel de Villena, nombre que adoptó al ingresar en el convento de la Trinidad de Valencia donde llegó a ser abadesa.[4]

## Su obra
Su obra abarcó numerosos temas, ya que en su vida cultivó variedad de ciencias desde la medicina, la teología, astronomía e incluso la poesía. Pero donde más destacó fue en la traducción de textos a diversas lenguas. Algunas de sus obras fueron destruidas, otras en cambio dudan su propia autenticidad. Fue personaje discutido en su tiempo e incluso después.
Su fama, más como mago que como literato, inspiró a Ruiz de Alarcón, Rojas Zorrilla, Larra, Quevedo y Hartzenbusch, quienes le convirtieron en personaje de alguna de sus obras.

...) que non se deteniendo en las sciencias notables e católicas, dexósse correr a algunas viles e raeces artes de adivinar e interpretar sueños y estornudos y señales, e otras cosas... que ni a Príncipe real, e menos a católico cristiano, convenían... Y porque entre las otras artes y scientias se dio mucho a la astrología, [616] algunos burlando decían que sabía mucho en el cielo e poco en la tierra.
Generaciones y semblanzas de Fernán Pérez de Guzmán

El poeta del siglo XV Juan de Mena dejó escrito esto sobre Enrique en su "Laberinto de Fortuna": 

Aquel claro padre, aquel dulce fuente,

Aquel que en el Castalo monte resuena,

Es Don Enrique Señor de Villena,

Honra de España, y del siglo presente.

O incluyo, Sabio, Autor muy sciente,

Otra, y aun otra vegada yo lloro, 

Porque Castilla perdió tal tesoro,

No conocido delante la gente.

Perdió los tus libros, sin ser conocidos,

Y como en exequias te fueron ya luego,

Unos metidos al ávido fuego,

Y otros sin orden no bien repartidos.

Ya en el siglo XV, las ciencias ocultas se personificaron en Enrique de Aragón. Muchas de sus obras de «temas ocultos» fueron mandadas quemar al prelado Lope de Barrientos por el rey Juan II de Castilla.

En el siglo en que vivió Enrique de Villena apenas habría teólogo, que abriendo un libro donde hubiese algunas figuras geométricas, no las juzgase caracteres mágicos, y sin más examen le entregase al fuego. En efecto esto ha sucedido algunas veces. Acuérdome de haber leído en la Mothe le Vayer, que á los principios del siglo pasado, un francés, llamado Genest, viendo un manuscrito donde estaban explicados los Elementos de Euclides, por las figuras que tenía se imaginó que era de nigromancia, y al momento echó á correr despavorido, pensando que le acometían mil legiones de demonios, y fue tal el susto, que murió de él.
Obras escogidas del padre Fray Benito Jerónimo Feijoo y Montenegro, 1863, pp. 317-8.

Según una conocida leyenda, el marqués estudió artes nigrománticas con el mismísimo Diablo en la Cueva de Salamanca. 
- Literatura
  - Arte de trovar (1433), en la que introduce en castellano el arte poético de los provenzales. 
  - Los doce trabajos de Hércules (1417), que escribió en valenciano y luego tradujo al castellano.[5] El libro se compone de una Carta (en la que cuenta el origen del tratado), un Prohemio (en el que da la estructura e intencionalidad del libro) y doce capítulos, cada uno de ellos dividido en cuatro partes: Historia nuda (cuenta el trabajo de Hércules tal y como lo narran los antiguos), Declaraçión (interpreta moralmente la historia), Verdad (explica la narración desde un punto de vista histórico o, al menos, lógico) y Aplicaçión (adjudica el trabajo a un estado social y deduce unos modelos de comportamiento).
  - El arte cisoria (1423), tratado gastronómico de carácter alegórico y didáctico. "Escripta en la mi villa de Torralva, lunes, seis días de septiembre, año del nasçimiento del nuestro Salvador Ihesuchristo de mill e cuatroçientos e veinte e tres años".
- En astrología
  - Ángel Raziel (obra destruida en la hoguera)
  - Tratado de Astrología (atribuido)
- Medicina
  - Libro de la Peste.
  - Tratado de la Alquimia.
- Traducciones
  - Eneida, de Virgilio -la primera traducción propiamente dicha a una lengua vulgar, en prosa-
  - La retórica nueva de Tulio, de Cicerón.
  - Divina Comedia, de Dante.

Desde 1420 compone una serie de tratados, generalmente epístolas, a diversos personajes, como son el Tratado de la lepra (ca. 1422), el Arte cisoria (1423), sobre el corte y presentación de manjares, el Tratado de la consolación (1424) y el Tratado de la fascinación o del aojamiento (1425).

## Autenticidad delTratado de astrología
El Tratado de astrología que se le atribuye fue encontrado superficialmente quemado a fines del siglo XIX por Manuel Serrano y Sanz, amigo del gran erudito Marcelino Menéndez y Pelayo, y se encuentra en la Biblioteca Nacional de España (accesible a través de la Biblioteca Digital). Debido a este daño, numerosos autores discutieron a lo largo del siglo XX acerca de si se trataba de una obra apócrifa o una sobreviviente de la hoguera de Barrientos. A pesar de esta incerteza, lo cierto es que el manuscrito fue redactado luego de la muerte de Villena por un tal Andrés Segovia, quien asegura copiar un original del marqués.
El tratado está dividido en dos partes, siguiendo la Física, de Aristóteles. La primera analiza los cuatro elementos y la segunda, la influencia de las esferas celestes sobre los asuntos terrestres. Al igual que en su Exposición del Salvo Quoniam Videbo, Villena cuestiona a los alquimistas que pretenden alcanzar la quintaescencia a través del vino, defendiendo la astrología por sobre la alquimia en línea con numerosos astrólogos medievales. En el capítulo «De la disputaçión que fazen los sabios açerca de la astrología», Villena construye su apología de la astrología judiciaria y defiende su compatibilidad con el libre albedrío.
Enrique se apropia de numerosos pasajes bíblicos tomados de la Historia escolástica, de Pedro Coméstor, la cual era condescendiente con la astrología y la magia en numerosos pasajes. Defiende la magia y representaciones astrológicas de objetos de culto judío como el Tabernáculo y el Templo, se representa a Moisés como astrólogo y practicante de la magia talismática y construye una Prisca Theologia original, la cual identifica a Zoroastro como fundador de la magia. 
Como puede verse en su Tratado de la fascinación, Enrique de Villena estuvo en contacto con el astrólogo de Juan I de Aragón, Hasdai Crescas, y su discípulo Zaraya Halevi, quienes sostenían que los utensilios del Templo y el Tabernáculo recibían influencias celestes que el mago podía operar. Estos elementos, entre otros, claramente permiten atribuir el Tratado de astrología a Enrique de Villena.
| Predecesor: Gonzalo Núñez de Guzmán | Maestre de la Orden de Calatrava 1404-1417 | Sucesor: Luis González de Guzmán |

## Adaptaciones y estudios
Las historias nudas de Los doce trabajos de Hércules han sido versionadas por Pedro Víllora en el libro Hércules 1417, publicado por la editorial Nuevo Nueve en 2021. Esta ilustrado por Das Pastoras.
El filólogo Pedro Manuel Cátedra García presentó un análisis de esta obra en su discurso de ingreso a la Real Academia Española.

## Ancestros
| \| \| \| \| \| \| \| \| \| \| \| \| \| \| \| \| \| \| \| \| 16. Pedro IV de Aragón \| \| \| \| \| \| \| \| \| \| \| \| \| \| \| \| \| \| \| \| \| \| \| \| \| \| \| \| \| \| \| \| \| \| \| \| \| \| \| \| \| \| \| \| \| \| \| \| \| \| \| \| \| \| 8. Pedro IV de Ribagorza \| \| \| \| \| \| \| \| \| \| \| \| \| \| \| \| \| \| \| \| \| \| \| \| \| \| \| \| \| \| \| \| \| \| \| \| \| \| \| \| \| \| \| \| \| \| \| \| \| \| \| \| \| \| 17. Leonor de Sicilia \| \| \| \| \| \| \| \| \| \| \| \| \| \| \| \| \| \| \| \| \| \| \| \| \| \| \| \| \| \| \| \| \| \| \| \| \| \| \| \| \| \| \| \| \| \| \| \| \| \| \| \| \| \| 4. Alfonso de Aragón el Viejo \| \| \| \| \| \| \| \| \| \| \| \| \| \| \| \| \| \| \| \| \| \| \| \| \| \| \| \| \| \| \| \| \| \| \| \| \| \| \| \| \| \| \| \| \| \| \| \| \| \| \| \| \| \| 18. Gastón I de Foix \| \| \| \| \| \| \| \| \| \| \| \| \| \| \| \| \| \| \| \| \| \| \| \| \| \| \| \| \| \| \| \| \| \| \| \| \| \| \| \| \| \| \| \| \| \| \| \| \| \| \| \| \| \| 9. Isabel de Foix \| \| \| \| \| \| \| \| \| \| \| \| \| \| \| \| \| \| \| \| \| \| \| \| \| \| \| \| \| \| \| \| \| \| \| \| \| \| \| \| \| \| \| \| \| \| \| \| \| \| \| \| \| \| 19. Juana de Artois \| \| \| \| \| \| \| \| \| \| \| \| \| \| \| \| \| \| \| \| \| \| \| \| \| \| \| \| \| \| \| \| \| \| \| \| \| \| \| \| \| \| \| \| \| \| \| \| \| \| \| \| \| \| 2. Pedro de Aragón \| \| \| \| \| \| \| \| \| \| \| \| \| \| \| \| \| \| \| \| \| \| \| \| \| \| \| \| \| \| \| \| \| \| \| \| \| \| \| \| \| \| \| \| \| \| \| \| \| \| \| \| \| \| 10. Gonzalo Díaz de Arenós \| \| \| \| \| \| \| \| \| \| \| \| \| \| \| \| \| \| \| \| \| \| \| \| \| \| \| \| \| \| \| \| \| \| \| \| \| \| \| \| \| \| \| \| \| \| \| \| \| \| \| \| \| \| 5. Violante Díaz \| \| \| \| \| \| \| \| \| \| \| \| \| \| \| \| \| \| \| \| \| \| \| \| \| \| \| \| \| \| \| \| \| \| \| \| \| \| \| \| \| \| \| \| \| \| \| \| \| \| \| \| \| \| 11. María Cornell \| \| \| \| \| \| \| \| \| \| \| \| \| \| \| \| \| \| \| \| \| \| \| \| \| \| \| \| \| \| \| \| \| \| \| \| \| \| \| \| \| \| \| \| \| \| \| \| \| \| \| \| \| \| 1. Enrique de Villena \| \| \| \| \| \| \| \| \| \| \| \| \| \| \| \| \| \| \| \| \| \| \| \| \| \| \| \| \| \| \| \| \| \| \| \| \| \| \| \| \| \| \| \| \| \| \| \| \| \| \| \| \| \| 24. Fernando IV de Castilla \| \| \| \| \| \| \| \| \| \| \| \| \| \| \| \| \| \| \| \| \| \| \| \| \| \| \| \| \| \| \| \| \| \| \| \| \| \| \| \| \| \| \| \| \| \| \| \| \| \| \| \| \| \| 12. Alfonso XI de Castilla \| \| \| \| \| \| \| \| \| \| \| \| \| \| \| \| \| \| \| \| \| \| \| \| \| \| \| \| \| \| \| \| \| \| \| \| \| \| \| \| \| \| \| \| \| \| \| \| \| \| \| \| \| \| 25. Constanza de Portugal \| \| \| \| \| \| \| \| \| \| \| \| \| \| \| \| \| \| \| \| \| \| \| \| \| \| \| \| \| \| \| \| \| \| \| \| \| \| \| \| \| \| \| \| \| \| \| \| \| \| \| \| \| \| 6. Enrique II de Castilla \| \| \| \| \| \| \| \| \| \| \| \| \| \| \| \| \| \| \| \| \| \| \| \| \| \| \| \| \| \| \| \| \| \| \| \| \| \| \| \| \| \| \| \| \| \| \| \| \| \| \| \| \| \| 26. Pedro Núñez de Guzmán \| \| \| \| \| \| \| \| \| \| \| \| \| \| \| \| \| \| \| \| \| \| \| \| \| \| \| \| \| \| \| \| \| \| \| \| \| \| \| \| \| \| \| \| \| \| \| \| \| \| \| \| \| \| 13. Leonor de Guzmán \| \| \| \| \| \| \| \| \| \| \| \| \| \| \| \| \| \| \| \| \| \| \| \| \| \| \| \| \| \| \| \| \| \| \| \| \| \| \| \| \| \| \| \| \| \| \| \| \| \| \| \| \| \| 27. Juana Ponce de León \| \| \| \| \| \| \| \| \| \| \| \| \| \| \| \| \| \| \| \| \| \| \| \| \| \| \| \| \| \| \| \| \| \| \| \| \| \| \| \| \| \| \| \| \| \| \| \| \| \| \| \| \| \| 3. Juana de Castilla \| \| \| \| \| \| \| \| \| \| \| \| \| \| \| \| \| \| \| \| \| \| \| \| \| \| \| \| \| \| \| \| \| \| \| \| \| \| \| \| \| \| \| \| \| \| \| \| \| \| \| \| \| \| 14. ¿Diego Laso de la Vega? \| \| \| \| \| \| \| \| \| \| \| \| \| \| \| \| \| \| \| \| \| \| \| \| \| \| \| \| \| \| \| \| \| \| \| \| \| \| \| \| \| \| \| \| \| \| \| \| \| \| \| \| \| \| 7. Elvira Íñiguez \| \| \| \| \| \| \| \| \| \| \| \| \| \| \| \| \| \| \| \| \| \| \| \| \| \| \| \| \| \| \| \| \| \| \| \| \| \| \| \| \| \| \| \| \| \| \| \| \| \| \| \| |                               |  |  |  |  |  |  |  |  |  |  |  |  |  |  |  |
| |                               |  |  |  |  |  |  |  |  |  |  |  |  |  |  |  |
| | 16. Pedro IV de Aragón        |  |  |  |  |  |  |  |  |  |  |  |  |  |  |  |
| |                               |  |  |  |  |  |  |  |  |  |  |  |  |  |  |  |
| |                               |  |  |  |  |  |  |  |  |  |  |  |  |  |  |  |
| | 8. Pedro IV de Ribagorza      |  |  |  |  |  |  |  |  |  |  |  |  |  |  |  |
| |                               |  |  |  |  |  |  |  |  |  |  |  |  |  |  |  |
| |                               |  |  |  |  |  |  |  |  |  |  |  |  |  |  |  |
| | 17. Leonor de Sicilia         |  |  |  |  |  |  |  |  |  |  |  |  |  |  |  |
| |                               |  |  |  |  |  |  |  |  |  |  |  |  |  |  |  |
| |                               |  |  |  |  |  |  |  |  |  |  |  |  |  |  |  |
| | 4. Alfonso de Aragón el Viejo |  |  |  |  |  |  |  |  |  |  |  |  |  |  |  |
| |                               |  |  |  |  |  |  |  |  |  |  |  |  |  |  |  |
| |                               |  |  |  |  |  |  |  |  |  |  |  |  |  |  |  |
| | 18. Gastón I de Foix          |  |  |  |  |  |  |  |  |  |  |  |  |  |  |  |
| |                               |  |  |  |  |  |  |  |  |  |  |  |  |  |  |  |
| |                               |  |  |  |  |  |  |  |  |  |  |  |  |  |  |  |
| | 9. Isabel de Foix             |  |  |  |  |  |  |  |  |  |  |  |  |  |  |  |
| |                               |  |  |  |  |  |  |  |  |  |  |  |  |  |  |  |
| |                               |  |  |  |  |  |  |  |  |  |  |  |  |  |  |  |
| | 19. Juana de Artois           |  |  |  |  |  |  |  |  |  |  |  |  |  |  |  |
| |                               |  |  |  |  |  |  |  |  |  |  |  |  |  |  |  |
| |                               |  |  |  |  |  |  |  |  |  |  |  |  |  |  |  |
| | 2. Pedro de Aragón            |  |  |  |  |  |  |  |  |  |  |  |  |  |  |  |
| |                               |  |  |  |  |  |  |  |  |  |  |  |  |  |  |  |
| |                               |  |  |  |  |  |  |  |  |  |  |  |  |  |  |  |
| | 10. Gonzalo Díaz de Arenós    |  |  |  |  |  |  |  |  |  |  |  |  |  |  |  |
| |                               |  |  |  |  |  |  |  |  |  |  |  |  |  |  |  |
| |                               |  |  |  |  |  |  |  |  |  |  |  |  |  |  |  |
| | 5. Violante Díaz              |  |  |  |  |  |  |  |  |  |  |  |  |  |  |  |
| |                               |  |  |  |  |  |  |  |  |  |  |  |  |  |  |  |
| |                               |  |  |  |  |  |  |  |  |  |  |  |  |  |  |  |
| | 11. María Cornell             |  |  |  |  |  |  |  |  |  |  |  |  |  |  |  |
| |                               |  |  |  |  |  |  |  |  |  |  |  |  |  |  |  |
| |                               |  |  |  |  |  |  |  |  |  |  |  |  |  |  |  |
| | 1. Enrique de Villena         |  |  |  |  |  |  |  |  |  |  |  |  |  |  |  |
| |                               |  |  |  |  |  |  |  |  |  |  |  |  |  |  |  |
| |                               |  |  |  |  |  |  |  |  |  |  |  |  |  |  |  |
| | 24. Fernando IV de Castilla   |  |  |  |  |  |  |  |  |  |  |  |  |  |  |  |
| |                               |  |  |  |  |  |  |  |  |  |  |  |  |  |  |  |
| |                               |  |  |  |  |  |  |  |  |  |  |  |  |  |  |  |
| | 12. Alfonso XI de Castilla    |  |  |  |  |  |  |  |  |  |  |  |  |  |  |  |
| |                               |  |  |  |  |  |  |  |  |  |  |  |  |  |  |  |
| |                               |  |  |  |  |  |  |  |  |  |  |  |  |  |  |  |
| | 25. Constanza de Portugal     |  |  |  |  |  |  |  |  |  |  |  |  |  |  |  |
| |                               |  |  |  |  |  |  |  |  |  |  |  |  |  |  |  |
| |                               |  |  |  |  |  |  |  |  |  |  |  |  |  |  |  |
| | 6. Enrique II de Castilla     |  |  |  |  |  |  |  |  |  |  |  |  |  |  |  |
| |                               |  |  |  |  |  |  |  |  |  |  |  |  |  |  |  |
| |                               |  |  |  |  |  |  |  |  |  |  |  |  |  |  |  |
| | 26. Pedro Núñez de Guzmán     |  |  |  |  |  |  |  |  |  |  |  |  |  |  |  |
| |                               |  |  |  |  |  |  |  |  |  |  |  |  |  |  |  |
| |                               |  |  |  |  |  |  |  |  |  |  |  |  |  |  |  |
| | 13. Leonor de Guzmán          |  |  |  |  |  |  |  |  |  |  |  |  |  |  |  |
| |                               |  |  |  |  |  |  |  |  |  |  |  |  |  |  |  |
| |                               |  |  |  |  |  |  |  |  |  |  |  |  |  |  |  |
| | 27. Juana Ponce de León       |  |  |  |  |  |  |  |  |  |  |  |  |  |  |  |
| |                               |  |  |  |  |  |  |  |  |  |  |  |  |  |  |  |
| |                               |  |  |  |  |  |  |  |  |  |  |  |  |  |  |  |
| | 3. Juana de Castilla          |  |  |  |  |  |  |  |  |  |  |  |  |  |  |  |
| |                               |  |  |  |  |  |  |  |  |  |  |  |  |  |  |  |
| |                               |  |  |  |  |  |  |  |  |  |  |  |  |  |  |  |
| | 14. ¿Diego Laso de la Vega?   |  |  |  |  |  |  |  |  |  |  |  |  |  |  |  |
| |                               |  |  |  |  |  |  |  |  |  |  |  |  |  |  |  |
| |                               |  |  |  |  |  |  |  |  |  |  |  |  |  |  |  |
| | 7. Elvira Íñiguez             |  |  |  |  |  |  |  |  |  |  |  |  |  |  |  |
| |                               |  |  |  |  |  |  |  |  |  |  |  |  |  |  |  |
| |                               |  |  |  |  |  |  |  |  |  |  |  |  |  |  |  |